# Dom Capers
Dom Capers, né le 7 août 1950 à Cambridge dans l'Ohio, est un entraîneur de football américain en National Football League (NFL). Il est le premier entraîneur-principal des franchises des Panthers de la Caroline et des Texans de Houston. Il a été nommé entraîneur de l'année par l'Associated Press en 1996. Devenu assistant aux Packers de Green Bay en 2009, il y remporte le Super Bowl XLV.